# Female Legends
Female Legends är en ideell förening, ansluten till både Sverok och Svenska E-sportförbundet, skapad av Lillie Klefelt och Liza Lind i oktober 2016. Målet med föreningen är att skapa en inkluderande e-sport där alla känner sig välkomna. Med hjälp av sin separatistiska satsning på kvinnor, transpersoner och icke-binära hoppas de kunna nå en e-sport där alla kön kan spela på lika villkor, på både proffsscen och gräsrotsnivå. I sin Facebookgrupp för kvinnor och icke-binära har de cirka 3100 medlemmar (januari 2024). Deras yttersta mål är en jämställd e-sport där de inte längre behövs. Liza Lind och Lillie Klefelt lämnade styrelsen år 2022, där Mags Hyttsten Sundberg satt som ordförande 2022-2024 och nu är Cecilia Holmberg Ordförande.

## Träningar
Organisationen har erbjudit träningar i ett flertal olika spel sedan det startades. Bland dessa ingår spelen League of Legends, Counter-Strike: GO, World of Warcraft och Overwatch. Medlemmar får spela i lag och har en tilldelad coach. Aktiviteten har erbjudits både hösttermin och vårtermin. I dagsläget erbjuder Female Legends träningar i spelen League of Legends och World of Warcraft.

## Framtidens E-sport[4]
Sverok och Female Legends sökte under 2018 bidrag från Allmänna arvsfonden för ett projekt vars mål var att identifiera vilken problematik kvinnor upplever i sitt spelande. Likt Sverok initiativ Respect all, Compete var målet att skapa E-sportläger där medlemmarna har möjligheten att utveckla sina förmågor inom E-sport med hjälp av ledare och coacher, samt diskutera problematiken de upplever i E-sportvärlden. Till skillnad från Respect all, Compete var lägren separatistiska. Målet med projektet var att utvärdera varför kvinnor har det svårare inom E-sporten och mynnade ut i avhandling Gå tillbaka till köket - varför finns det inga tjejer i e-sport? med konkreta riktlinjer för hur bemötandet inom e-sport kan förändras för att underlätta för kvinnor, transpersoner och icke-binära i e-sport. 

## Dreamhack
Female Legends har deltagit på DreamHack flera år. 
- DreamHack Winter 2016 delade de monter med Sverok och blev 80 medlemmar.
- Dreamhack Summer 2017 hade de egna LAN-rader för tjejer och icke-binära. De höll även tjej-turneringar i League of Legends, Overwatch och Heroes of the Storm. De blev då 800 personer och fyllde 45 platser på Dreamhack.
- Dreamhack Winter 2017 hade de 99 LAN-platser och spelade finalerna i League of Ladies i Overwatch och League of Legends. De hade även en turnering i Quake Champions och en separatistisk sovsal tillsammans med Dreamhack för tjejer och icke-binära. De blev 1500 medlemmar i communityt[8] under eventet.
- Dreamhack Summer 2018 hade de 99 LAN-platser[9] och höll, tillsammans med Dreamhack de officiella tjej-turneringarna[10] för tjejer i Overwatch, League of Legends och Counter-Strike: Global Offensive. På både DreamHack Summer 2018 och DreamHack Winter 2018 anordnade de tillsammans med Dreamhack en sovsal för tjejer, transpersoner och icke-binära.
- DreamHack Summer 2019 och Winter 2019 drev Female Legends genom separatistiska sovsalar och toaletter på bägge event, samt hade egna separatistiska rader och höll community-turneringar.
- På grund av Covid19 hölls inga DreamHack under 2020.
- DreamHack Winter 2021 hölls i mindre skala än tidigare, och Female Legends deltog. Föreningen hade egna separatistiska rader och säkerställde att separatistiska sovsalar och toaletter fanns.
- DreamHack Summer 2022 och Winter 2022 hade föreningen egna separatistiska rader, säkerställde tillgången till separatistiska sovsalar och toaletter, och samarbetade med gamingorganisationen Gecko Gaming.
- DreamHack Summer 2023 och Winter 2023 deltog föreningen och tillhandahöll separatistiska rader, och säkerställde tillgången till separatistiska sovsalar och toaletter.

## Välgörenhetsaktiviteter
Female Legends håller regelbundet livesändningar till förmån för välgörande syften. 
Under 2018, 2019, 2020, 2022 och 2023 streamade föreningen till förmån för Rädda Barnen på internationella kvinnodagen. 
År 2018 genomfördes på medlemsinitiativ en flerdagarsstream till förmån för Musikhjälpen. Föreningen streamade till förmån för Musikhjälpen även 2019, 2020, 2021, 2022 och 2023. 

## League of Ladies
Hösten 2017 drev Female Legends tjejligan League of Ladies i Hearthstone, Overwatch, Counter-Strike och League of Legends. För både Svenska och utländska deltagare. Turneringarna blev en succé och föreningen sponsrade de vinnande lagen till Dreamhack.

## Women's Esports League
Under 2018 höll föreningen i e-sportsligan Women's Esports League (WEL) tillsammans med företaget Challengermode. 50 lag deltog i ligan, med totalt 250 spelare. I ligan spelades både League of Legends och CS:GO. Ligan var internationell och det fanns representation från bl.a. USA, Ryssland, Polen och Spanien. Ligorna och finalen livesändes på Female Legends Twitch-kanal med totalt cirka 200 000 unika tittare. 